# Cheilanthes botswanae
Cheilanthes botswanae är en kantbräkenväxtart som beskrevs av Schelpe och N.C.Anthony. Cheilanthes botswanae ingår i släktet Cheilanthes och familjen Pteridaceae. Inga underarter finns listade.